# راینسدورف
راینسدورف (به آلمانی: Reinsdorf) یک منطقهٔ مسکونی در آلمان است که در مبری واقع شده‌است. راینسدورف ۵۵۱ نفر جمعیت دارد.